# Cykelbanen i Rønne
Cykelbanen i Rønne var en udendørs 313 meter lang cementeret (eller med en belægning af grus og stampet ler) væddeløbsbane som blev anlagt 1897 på landejendommen Stampen syd for Rønne af restauratør Peter Funch. I flere år var cykelbanen centret for Rønne-cyklisternes træning og væddeløbskørsel. Cykelbanen var forsynet med en tribune. Banens levetid har været relativt kort, da den er blevet nedlagt igen indenfor 25 år. 